# Chama Meu Nome
Chama Meu Nome (estilizada em letras maiúsculas) é o álbum de estreia do DJ e cantor brasileiro Pedro Sampaio, lançado em 2 de fevereiro de 2022, através da Warner Music Brasil. O álbum estava originalmente programado para ser lançado em 1 de fevereiro, mas foi adiado devido a um "sonho". Sampaio produziu o álbum ao lado de Dadju, Delano, KVSH, Maikinho DJ e Rafinha RSQ. 
Chama Meu Nome contém colaborações com MC Jefinho, MC Don Juan, MC Pedrinho, Anitta, Mateca, Ferrugem, Zé Vaqueiro, Luísa Sonza e KVSH. Quatro singles suportaram o álbum: "Galopa", "No Chão Novinha", "Bagunça" e "Dançarina". O álbum também contém o single avulso de Sampaio com Sonza, "Atenção", de 2021.

## Lançamento e promoção
Em 25 de novembro de 2021, Pedro Sampaio anunciou que seu primeiro álbum de estúdio se chamaria Chama Meu Nome e que seria lançado em 2022. Em 16 de janeiro de 2022, Sampaio revelou a data de lançamento do álbum para o dia 1 de fevereiro de 2022. Em 20 de janeiro, ele revelou que sonhou com uma nova data para o lançamento do álbum, e portanto, mudou a data para 2 de fevereiro. A lista de faixas foi divulgada em 27 de janeiro. Junto com o anúncio, colaborações com MC Jefinho, MC Don Juan, MC Pedrinho, Anitta, Mateca, Ferrugem, Zé Vaqueiro, Luísa Sonza e KVSH foram reveladas. Em 31 de janeiro, a capa foi divulgada. Chama Meu Nome foi lançado em 2 de fevereiro. Foi disponibilizado para download digital e streaming.

### Singles
Em 13 de maio de 2021, Pedro Sampaio lançou "Atenção" com Luísa Sonza como single avulso.  "Atenção" foi mais tarde incluída na lista de faixas padrão do álbum.
"Galopa" foi lançada em 16 de setembro de 2021, como primeiro single do álbum. "No Chão Novinha", com Anitta, foi lançada como segundo single em 9 de dezembro de 2021. "Bagunça" foi lançada como o terceiro single em conjunto com Chama Meu Nome. Seu videoclipe dirigido por Diego Fraga foi lançado em 7 de fevereiro de 2022. Em 10 de junho de 2022, um remix de "Dançarina" com Anitta e Dadju, e a participação de Nicky Jam e MC Pedrinho foi lançado, servindo como quarto single do álbum.

## Lista de faixas
| Chama Meu Nome — Edição padrão |                                    |                                                                                     |                      |         |  |
| N.º                            | Título                             | Compositor(es)                                                                      | Produtor(es)         | Duração |  |
| 1.                             | "Chama Meu Nome" (com MC Jefinho)  | Pedro Sampaio Gabriel Cantini Maikinho DJ MC Jefinho MC Roba Cena Shylton Fernandes | M. DJ Sampaio        | 2:14    |  |
| 2.                             | "Bagunça"                          | Sampaio Delano M. DJ Rafinha RSQ                                                    | M. DJ Sampaio        | 2:08    |  |
| 3.                             | "Galopa"                           | Sampaio Cantini M. DJ Fernandes                                                     | M. DJ Sampaio RSQ    | 2:20    |  |
| 4.                             | "Que Pena" (com MC Don Juan)       | Sampaio M. DJ Matheus Cruz Pablo Bispo Ruxell                                       | M. DJ Sampaio        | 2:29    |  |
| 5.                             | "Dançarina" (com MC Pedrinho)      | Sampaio Anitta Dadju M. DJ P. Tempester Seysey W. Bundala                           | Dadju M. DJ Sampaio  | 1:50    |  |
| 6.                             | "No Chão Novinha" (com Anitta)     | Sampaio Larissa Machado Delano M. DJ                                                | M. DJ Sampaio        | 2:17    |  |
| 7.                             | "Buquezin" (com Mateca)            | Mateca                                                                              | Sampaio Delano M. DJ | 2:29    |  |
| 8.                             | "Forasteiro" (com Ferrugem)        | Sampaio Ferrugem M. DJ RSQ                                                          | M. DJ Sampaio RSQ    | 2:46    |  |
| 9.                             | "Vai Embora Não" (com Zé Vaqueiro) | Sampaio Delano Jheison Souza M. DJ RSQ                                              | M. DJ Sampaio RSQ    | 3:10    |  |
| 10.                            | "Atenção" (com Luísa Sonza)        | Sampaio Sonza RSQ                                                                   | Sampaio M. DJ RSQ    | 2:15    |  |
| 11.                            | "Surreal" (com KVSH)               | Sampaio Cantini M. DJ                                                               | Sampaio KVSH         | 3:37    |  |
| Duração total:                 | Duração total:                     | Duração total:                                                                      | Duração total:       | 27:39   |  |

## Desempenho comercial
| País — Parada musical (2022–2024) | Maior posição |
| --------------------------------- | ------------- |
| França (SNEP)                     | 99            |
| Portugal (AFP)                    | 35            |

## Certificações
| Região | Certificação | Vendas  |
| --- | ------------ | ------- |
| Brasil (Pro-Música Brasil)                                                                                   | Platina      | 40 000‡ |
| Portugal (AFP)                                                                                               | Ouro         | 7 500^  |
| ^distribuições baseadas apenas na certificação ‡vendas+valores de streaming baseados somente na certificação |              |         |

## Histórico de lançamento
| Região | Data                   | Formato(s)                 | Gravadora(s) | Ref.  |
| ------ | ---------------------- | -------------------------- | ------------ | ----- |
| Mundo  | 2 de fevereiro de 2022 | Download digital streaming | Warner       | [ 7 ] |